# Orchestre de la Suisse Romande
Het Orchestre de la Suisse Romande (OSR) werd in 1918 opgericht door Ernest Ansermet. De eerste uitvoering vond plaats op 30 november 1918 in de Victoria Hall in Genève, Zwitserland met de oprichter als dirigent.
Het orkest heeft veel tournees gemaakt en heeft een langdurig contract met Decca Records. Het heeft vooral premières uitgevoerd van Zwitserse componisten, zoals Arthur Honegger en Frank Martin.
Gedurende de Tweede Wereldoorlog traden veel Duitse dirigenten op in Zwitserland. Zo was Wilhelm Furtwängler regelmatig te gast als dirigent en verzorgde uitvoeringen van zijn favoriete componisten Beethoven, Brahms en Richard Strauss. Carl Schuricht verzorgde vooral concerten met muziek van Bruckner en Mahler.

## Chef-dirigenten
- Ernest Ansermet (1918-1967)
- Paul Kletzki (1967-1970)
- Wolfgang Sawallisch (1972-1980)
- Horst Stein (1980-1985)
- Armin Jordan (1985-1997)
- Fabio Luisi (1997-2002)
- Pinchas Steinberg (2002-2005)
- Marek Janowski (2005-2012)
- Neeme Järvi (2012-2015)
- Jonathan Nott (2017-)